# Spilogona heliniformis
Spilogona heliniformis är en tvåvingeart som beskrevs av Fritz Isidore van Emden 1965. Spilogona heliniformis ingår i släktet Spilogona och familjen husflugor.
Artens utbredningsområde är Myanmar. Inga underarter finns listade i Catalogue of Life.